# José Tomás Besa Infantas
José Tomás Besa de las Infantas (Santiago, 20 de julio de 1812 - Santiago, 17 de noviembre de 1904) fue un empresario y político chileno.

## Vida personal
Hijo de los españoles Antonio Besa y Barba y Antonia de las Infantas Aranda. Estudió en Buenos Aires entre 1826 y 1832, y luego continuó su formación en el Instituto Nacional de Chile.
Contrajo matrimonio con Tránsito Navarro Larraín, con quien tuvo 10 hijos, entre ellos Arturo, Carlos, José Víctor y Luis Besa Navarro, quienes participaron en la política chilena.

## Trayectoria profesional
En 1841 fundó en Valparaíso la firma Casa Besa y Cía., la primera gran casa comercial chilena. Inicialmente se dedicó a la exportación de minerales en Chañaral y luego a la importación de abarrotes y frutas, asumiendo el monopolio del azúcar de la refinería en Viña del Mar. Entre 1848 y 1850 expandió sus vínculos comerciales con California, en plena fiebre del oro.
Luego incursionó en la industria minera, impulsando explotación, exportación y fundición de cobre en múltiples yacimientos del norte (La Fortuna, Amalia, Germania, entre otros).
En 1865 fundó el Banco Nacional de Chile, oficialmente instalado el 19 de agosto y operativo desde el 1 de septiembre en Valparaíso, con un capital inicial de 10 millones de pesos chilenos. Fue presidente hasta 1875.
En 1893 participó en la creación del Banco de Chile, del que fue director y primer presidente. Además, presidió la Compañía Sud Americana de Vapores y fue fundador y presidente de la Unión Chilena de Seguros.
Fue cofundador del Cuerpo de Bomberos de Santiago en 1863, donde fue elegido director de la Primera Compañía, luego superintendente general (1870–1881), y director honorario desde el 7 de noviembre de 1881.
Militó en el Partido Nacional (monttvarista). Fue elegido diputado por Curicó en los períodos 1855–58 (como suplente), 1858–61, 1861–64 y 1870–73; en estas legislaturas integró las comisiones de Hacienda e Industria y la de Negocios Eclesiásticos. Fue senador suplente por Chiloé (1876–82, incorporándose en 1880) y senador propietario por Valparaíso en 1882–88 y 1888–94, puesto en el que presidió la Comisión Permanente de Hacienda e Industria.
Participó en el Congreso Constituyente de 1870, que se reunió para proponer reformas a la Constitución de 1833.
Durante la grave crisis política de 1891, asumió como presidente del Partido Nacional, se distanció de su amistad con Balmaceda tras intentar mediar, se alineó con el Congreso Nacional y apoyó el movimiento que precedió a la Guerra Civil. Luego del conflicto vivió por un tiempo aislado en Perú.